# جولين (أغنية)

جولين (بالإنجليزية: Jolene)‏ أغنية كتبتها وغنتها فنانة موسيقى الريف الأمريكي دوللي بارتون، وأنتجها بوب فيرجسون. سجلت بارتون أغنيتها في ناشفيل، تينيسي في 22 مايو 1973، وصدرت في 15 أكتوبر 1973. احتلت الأغنية المرتبة رقم 217 في قائمة مجلة رولينج ستون «أعظم 500 أغنية في كل العصور» في عام 2004 ووفقًا لبارتون، هي أغنيتها الأكثر بثاً حول العالم.

## خلفية الأغنية
قالت دولي بارتون ان الأغنية مستوحاة من حادثة حقيقية، فقد كانت دوللي قد تزوجت حديثاُ من كارل دين، وذهب الزوجين إلى فرع بنك محلي، وهناك كانت كاتبة البنك فتاة ذات شعر أحمر، راحت تغازل كارل، وجاءت فكرة الأغنية، وعن اختيارها اسم «جولين» فقد استخدمت اسم إحدى معجباتها التي سارعت إليها لتحصل على توقيعها على «اوتوجراف» بعد عرض غنائي مسرحي لبارتون، ذكرت الفتاة اسمها «جولين» وكانت لها الأوصاف التي جاءت في كلمات الأغنية. قالت بارتون انها كتبت أغنية «جولين» في نفس اليوم الذي كتبت أغنية «سوف أحبك دائما I Will Always Love You» التي غنتها بارتون، ومن بعدها اشتهرت بصوت السمراء الراحلة «ويتني هيوستن».
صارحت بارتون الجمهور وهي على خشبة المسرح عام 1988، أن «جولين» كانت قصة حقيقية، وهذا هو السبب في عدم رغبتها في غنائها كثيرًا، وفي عام 2019، بث البودكاست «دوللي بارتون أمريكا Dolly Parton's America» حلقة تناولت قصة أغنية «جولين». (البودكاست أو «التدوين الصوتي»، هو بث صوتي على الويب، حيث يمكنك الاشتراك به وسماعه متى شئت وفي أي مكان).

## إصدار الأغنية
أصبحت ثاني أغنية فردية لدوللي بارتون تحتلت المركز الأول على القوائم حول العالم، بعد إصدارها في أكتوبر 1973 (قبل إصدار الألبوم). وصلت إلى المركز الأول في فبراير 1974.
باعت الأغنية، اعتبارًا من ديسمبر 2019، 935000 نسخة رقمية في الولايات المتحدة منذ أن أصبحت متاحة للتنزيل الرقمي.
تم إصدار الأغنية كأغنية منفردة في وقت لاحق في المملكة المتحدة، وأصبحت أول أغنية من بين أفضل عشرة أغاني من بارتون في البلاد، ووصلت إلى المركز السابع في قائمة أفضل الأغاني الفردية في المملكة المتحدة في عام 1976. عادت الأغنية أيضًا إلى القوائم العالمية عندما غنتها بارتون في مهرجان غلاستونبري في عام 2014. باعت الأغنية 255300 نسخة رقمية في المملكة المتحدة اعتبارًا من يناير 2017.
حصلت الأغنية على الأسطوانة الذهبية في الولايات المتحدة، وحصلت على الشهادة البلاتينية في الدنمارك، وفي المملكة المتحدة.

## نسخ مختلفة للأغنية
صدر عدد 147 نسخة من أغنية «جولين» بأصوات فنانين مختلفين كان أهمها:
- الثنائي الأمريكي «وايت سترايبس The White Stripes» عام 2004
- الفريق الأمريكي «بنتاتونكس Pentatonix» عام 2016 وفاز بجائزة الجرامي.
غناها أيضا: اوليفيا نيوتن جون – مايلي سيروس – ليلى فروهار من إيران – اجنس تشان من هونج كونج.

## كلمات الأغنية
جولين، جولين، جولين، جولين Jolene, Jolene, Jolene, Jolene
أتوسل إليك، من فضلك لا تأخذ رجلي I'm begging of you please don't take my man
جولين، جولين، جولين، جولين Jolene, Jolene, Jolene, Jolene
من فضلك لا تأخذيه فقط لأنك تستطيع Please don't take him just because you can
جمالك لا يقارن Your beauty is beyond compare
مع خصلات متوهجة من شعر بني محمر With flaming locks of auburn hair
بجلد عاجي وعيون من الزمرد الأخضر With ivory skin and eyes of emerald green
ابتسامتك مثل نسمة الربيع Your smile is like a breath of spring
صوتك رقيق مثل مطر الصيف Your voice is soft like summer rain
ولا يمكنني أن أتنافس معك يا جولين And I cannot compete with you, Jolene
انه يتحدث عنك في نومه He talks about you in his sleep
لا يوجد شيء يمكنني القيام به للاحتفاظ به There's nothing I can do to keep
من البكاء عندما ينادي اسمك يا جولين From crying when he calls your name, Jolene
ويمكنني أن أفهم بسهولة And I can easily understand
كيف يمكنك بسهولة أن تأخذ رجلي How you could easily take my man
لكنك لا تعرف ماذا يعني لي يا جولين But you don't know what he means to me, Jolene
جولين، جولين، جولين، جولين Jolene, Jolene, Jolene, Jolene
يمكن أن يكون لديك اختيارك من الرجال You could have your choice of men
لكن لا يمكنني أن أحب مرة أخرى But I could never love again
إنه الوحيد بالنسبة لي يا جولين He's the only one for me, Jolene
كان علي أن أتحدث معك I had to have this talk with you
سعادتي تعتمد عليك My happiness depends on you
ومهما قررت القيام به يا جولين And whatever you decide to do, Jolene
جولين، جولين، جولين، جولين Jolene, Jolene, Jolene, Jolene
أتوسل إليك من فضلك لا تأخذ رجلي I'm begging of you please don't take my man
جولين، جولين، جولين، جولين Jolene, Jolene, Jolene, Jolene
من فضلك لا تأخذيه رغم أنك تستطيع Please don't take him even though you can
جولين، جولين Jolene, Jolene

## وصلات خارجية
أغنية «جولين» على موقع songfact
أغنية «جولين» على موقع allmusic